# 1887 na literatura

## Eventos
- Novembro - É publicado o romance policial Um Estudo em Vermelho de Sir Arthur Conan Doyle pela revista Beeton's Christmas Annual. Neste romance aparecem pela primeira vez os famosos personagens Sherlock Holmes e John Watson.

## Nascimentos
| Data          | Nome                    | Profissão                                             | Nacionalidade  | Observações | Ref |
| ------------- | ----------------------- | ----------------------------------------------------- | -------------- | ----------- | --- |
| 10 de Janeiro | José Américo de Almeida | escritor, político, advogado, folclorista e sociólogo | Brasil         | m. 1980     |     |
| 2 de julho    | Antônio Carneiro Leão   | educador e escritor                                   | Brasil         | m. 1966     |     |
| 17 de julho   | Erle Stanley Gardner    | advogado e escritor                                   | Estados Unidos | m. 1970     |     |

## Mortes
| Data            | Nome         | Profissão | Nacionalidade  | Observações | Ref |
| --------------- | ------------ | --------- | -------------- | ----------- | --- |
| 19 de Fevereiro | Multatuli    | escritor  | Países Baixos  | n. 1820     |     |
| 19 de Novembro  | Emma Lazarus | poetisa   | Estados Unidos | n. 1849     |     |